# القنب الهندي في بوروندي
القنب الهندي في بوروندي غير قانوني.

## تاريخ
أشار تقرير صادر عن كونغرس الولايات المتحدة عام 1977 إلى أن القنب في بوروندي غير قانوني ، حيث يُعاقب على الزراعة أو النقل أو الحيازة بغرامات تتراوح بين 100 و 100,000 فرنك، على الرغم من ندرة إنفاذها. وأشار أيضا إلى أن القنب كان يطلق عليه أحيانًا اسم Chanvre a fumer في الفرنسية الإقليمية من قبل العناصر الأكبر سنًا والأكثر فقرًا من السكان.